# Campitello
Campitello (in corso Campitellu) è un comune francese di 106 abitanti situato nel dipartimento dell'Alta Corsica nella regione della Corsica.
Il comune è costituito dai seguenti centri abitati: Campitello (capoluogo), Bagnolo, Panicale, Progliolo e Accendi Pipa.

## Società

### Evoluzione demografica
Abitanti censiti